# Tranås
Tranås je grad i sjedište istoimene općine u središnjem dijelu južne Švedske u županiji Jönköping.

## Stanovništvo
Prema podacima o broju stanovnika iz 2010. godine u gradu živi 14.197 stanovnika.

## Vanjske poveznice
- Službene stranice grada grada

### Ostali projekti
|  | Zajednički poslužitelj ima još gradiva o temi Tranås |